# 娄宿增十五
娄宿增十五，即白羊座19（19 Ari），是一颗位于白羊座的M-型主序星，距离地球约540光年，视星等为5.72。